# NGC 7536
NGC 7536 (другие обозначения — PGC 70765, UGC 12437, MCG 2-59-11, ZWG 431.22, KUG 2311+131, IRAS23117+1309) — галактика в созвездии Пегас.
Этот объект входит в число перечисленных в оригинальной редакции «Нового общего каталога».